# 托赫馬耶爾維

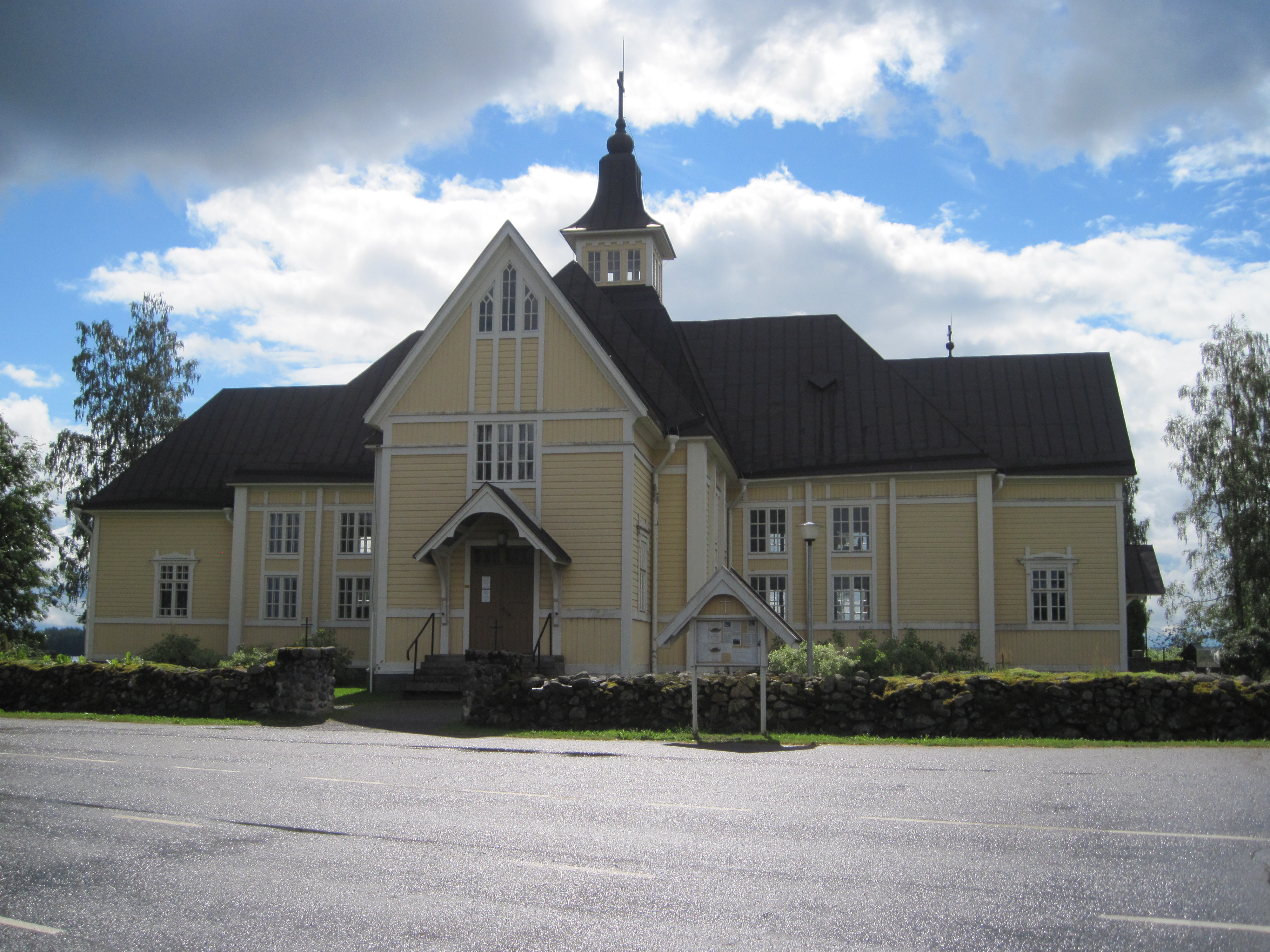
托赫马耶尔维教堂

托赫馬耶爾維（芬蘭語：Tohmajärvi）是芬蘭的市鎮，位於該國東部北卡累利阿區内，距離首都赫爾辛基415公里，始建於1869年，面積895平方公里，2013年人口4,975，人口密度為每平方公里5.94人。
62°13′35″N 30°19′55″E / 62.22639°N 30.33194°E

## 外部連結
- 托赫马耶尔维市镇官方网站 （页面存档备份，存于） （文）